# Parada do Orgulho LGBT de Dili

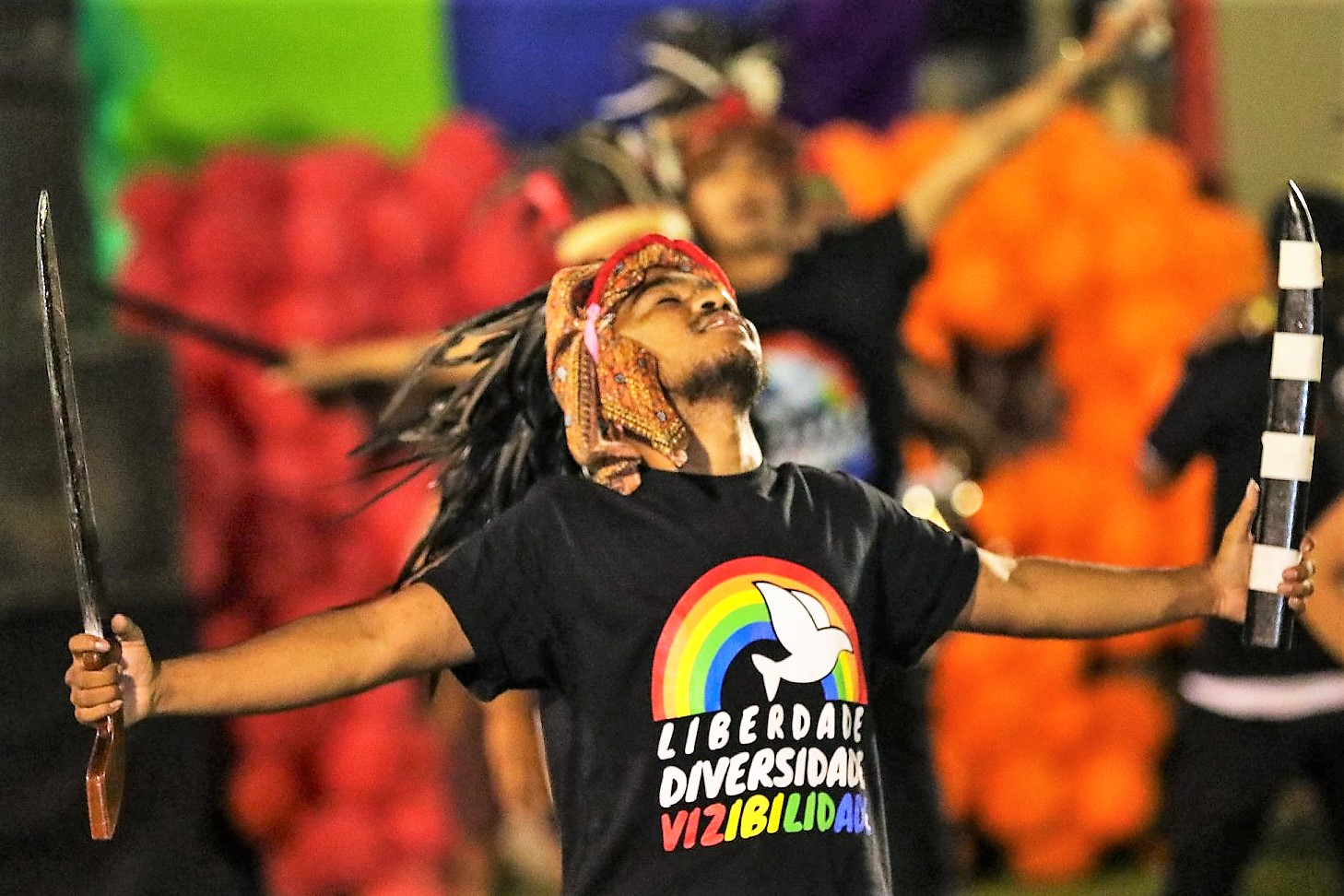
Manifestante durante a parada de 2019

A Parada do Orgulho LGBT de Dili é uma parada LGBT celebrada todos os anos desde 2017 na cidade de Dili, capital de Timor-Leste. Consiste numa manifestação com um desfile que procura visibilizar e abogar pelos direitos do coletivo LGBT, isto é, de lesbianas, gais, bissexuais e transsexuais no país do Sudeste Asiático.

## História
No dia 29 de junho de 2017, quinze anos após a independência do país, um grupo de cerca de quinhentas pessoas, incluindo membros da comunidade LGBT na companhia de hétero aliados, principalmente familiares e amigos heterossexuais que os apoiavam, exibiu uma bandeira arco-íris gigante e marcharam pelo centro da cidade, com faixas e telas alusivas ao mesmo assunto ao seu redor. Da mesma forma, a presença de algumas freiras católicas foi destacada pela imprensa, sendo uma delas uma renomada ativista pelos direitos LGBT no país, que oficiou uma oração de início do evento e passou a fazer parte das atividades todos os anos. Para esta ocasião, o Presidente da República, Francisco Guterres, emitiu um comunicado de apoio à manifestação. Por seu lado, o Primeiro-Ministro, Rui Maria de Araújo, apelou à aceitação das diferenças na orientação sexual dos cidadãos adultos, afirmando:
“A discriminação, o desrespeito e o abuso contra as pessoas com base na sua orientação sexual ou identidade de género não traz nenhum benefício para a nossa nação”... “Permitir que todos os cidadãos contribuam para o desenvolvimento de Timor-Leste irá tirar o máximo partido da independência pela qual todos lutamos”.— Rui Maria de Araújo
Pese à posição oficial da Igreja católica em Timor-Leste, a religião maioritária professada no país, de opor-se a permitir o casal entre pessoas do mesmo sexo e de equiparar outros direitos outorgados a heterossexuais para a diversidade sexual, viram-se acções e sinais de apoio dentro do clero a nível individual que têm sido significativos para a opinião pública.
Para a segunda versão da marcha de 2018 contabilizaram-se ao redor de 1.500 manifestantes, três vezes mais que sua primeira versão. Ao ano seguinte, os assistentes duplicaram-se com para perto de três mil manifestantes.
Em 2022, a marcha culminou em frente ao Palácio presidencial Nicolau Lobato, momento no qual o Presidente Jose Ramos-Horta foi a receber aos manifestantes. Para dita ocasião, o mandatário exhortó aos heterossexuais timorenses de que Timor-Leste deve ser «um exemplo de tolerância e respeito para os filhos e irmãos que pertençam a esta comunidade [LGBT]».

## Veja-se também
- Diversidade sexual em Timor-Leste